# Kardos Gyula (festő)
Kardos Gyula (Baja, 1857. február 20. – Monte-Carlo, 1908. január 26.) festő.

## Életútja
Kardosvaszkai Kardos György (1821–1901) és almási Kovátsits Zsuzsanna (1829–1900) fia. Szülővárosában elvégezte a nyolc gimnáziumi osztályt, majd Budapesten beiratkozott a mintarajztanodába. Innen tanulmányai befejezése végett Münchenbe utazott, s hat évet (1877–1883) töltött az ottani híres akadémián, majd visszatért a magyar fővárosba, s minthogy itt külön műterme nem lehetett, Benczúr Gyula mesteriskolájában dolgozott három esztendeig. Ezalatt az idő alatt készültek  a Jób, A szerelmes Triton és a Krisztus gúnyoltatása című festményei. Ez utóbbi Ferenc József budai gyűjteményében volt látható. Kardos később ismét Münchenbe tette át műhelyét, ahol miniatűr képeket kezdett festeni, amelyek a finomabb ízlésű művészetkedvelők figyelmét csakhamar magukra vonták, és a művésznek számos megrendelőt szereztek. Festményeit a leghíresebb angol és amerikai műkereskedők (köztük Carmer) vásárolták meg, nem ritkán magas áron. E művei közül nevezetesebbek: a Rendez-vous, a Hegedűvirtuóz, a Felolvasó és több egyes alak az empire- és rokokó korszakból. Miniatűr festményei közül Magyarországra kerültek: a Meglepetés, melyet a király vásárolt meg és az Érdekes olvasmány, amely a Magyar Nemzeti Múzeum modern képtárába került. Több képe Zichy Nepomuk János és Esterházy Sándor grófok tulajdonában volt. Kardos mint miniatűrfestő egyike a legjelentékenyebbeknek; műveit a rajz nagy pontossága, könnyed ecsetkezelés és tartalmas színek jellemzik. Számos képe megtalálható a Magyar Nemzeti Galériában, egy arcképe a főváros tulajdona.

## Képgaléria

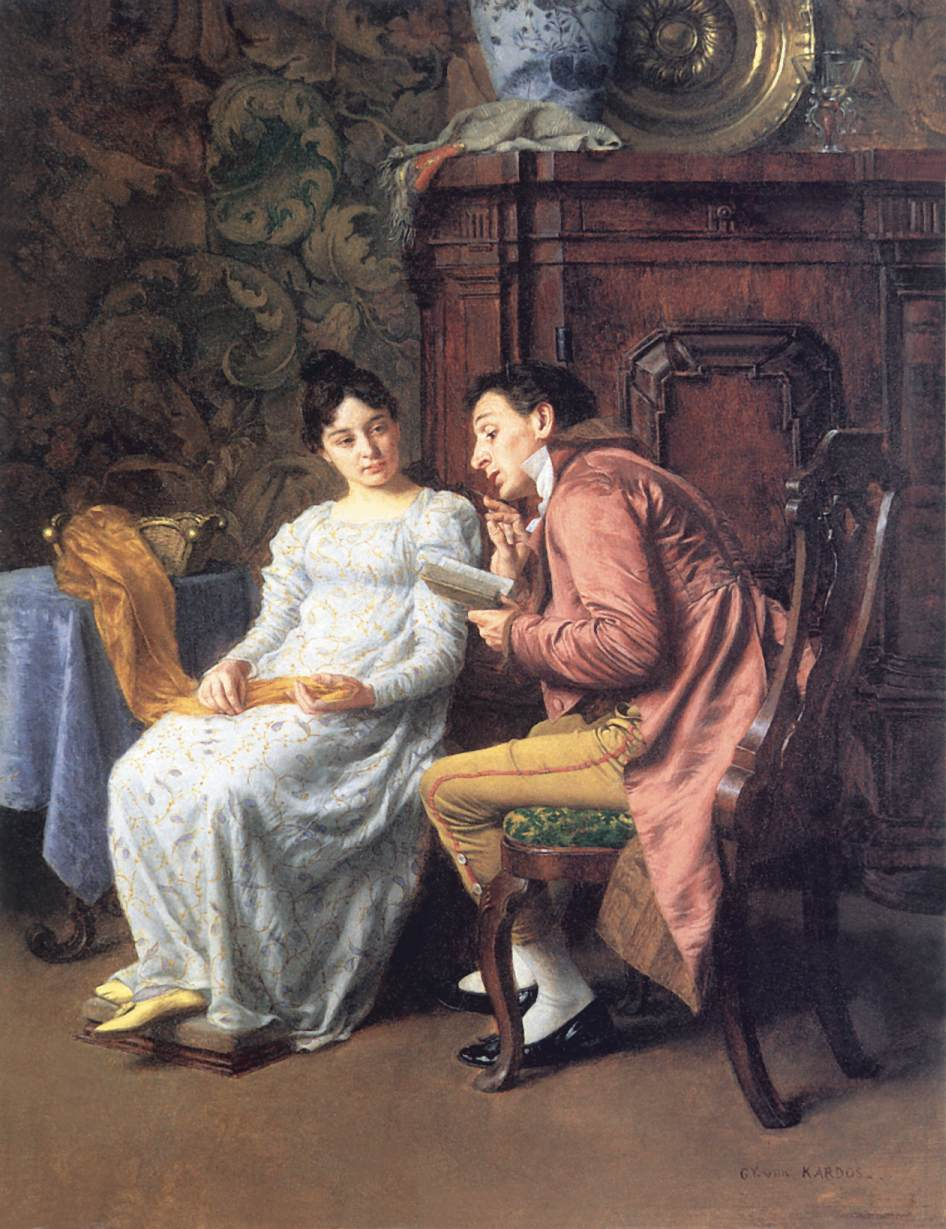
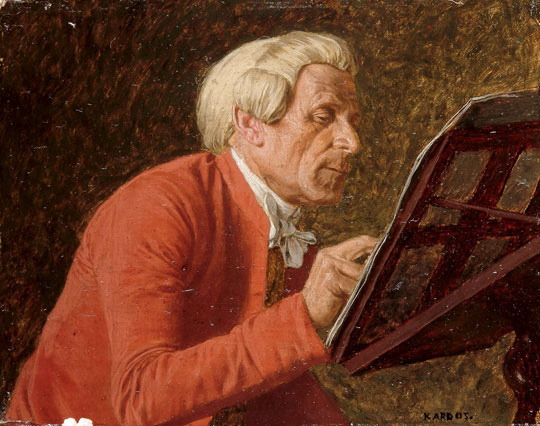
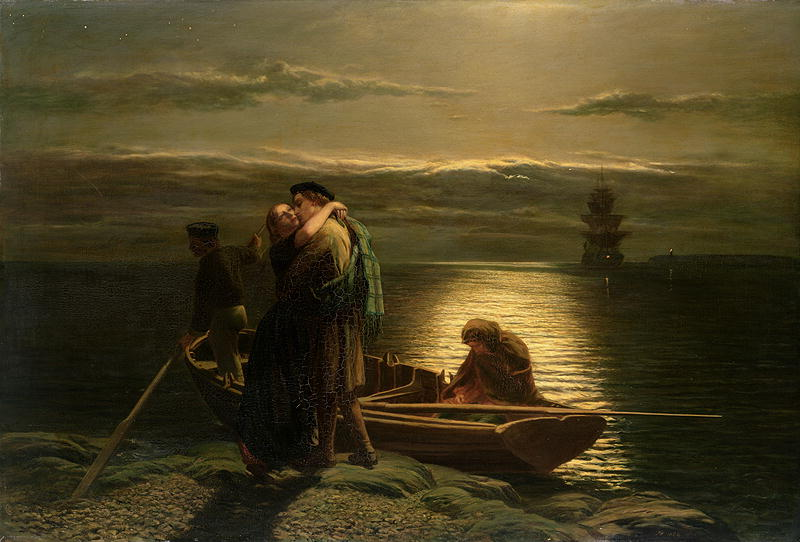
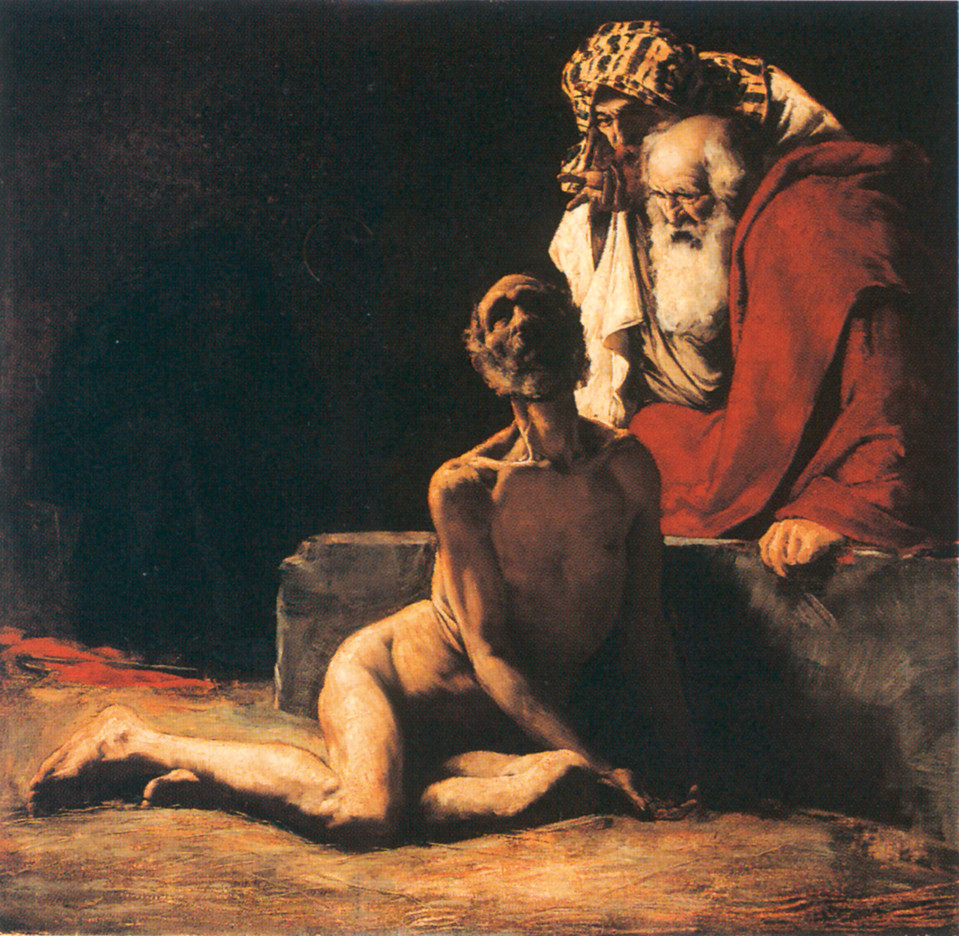
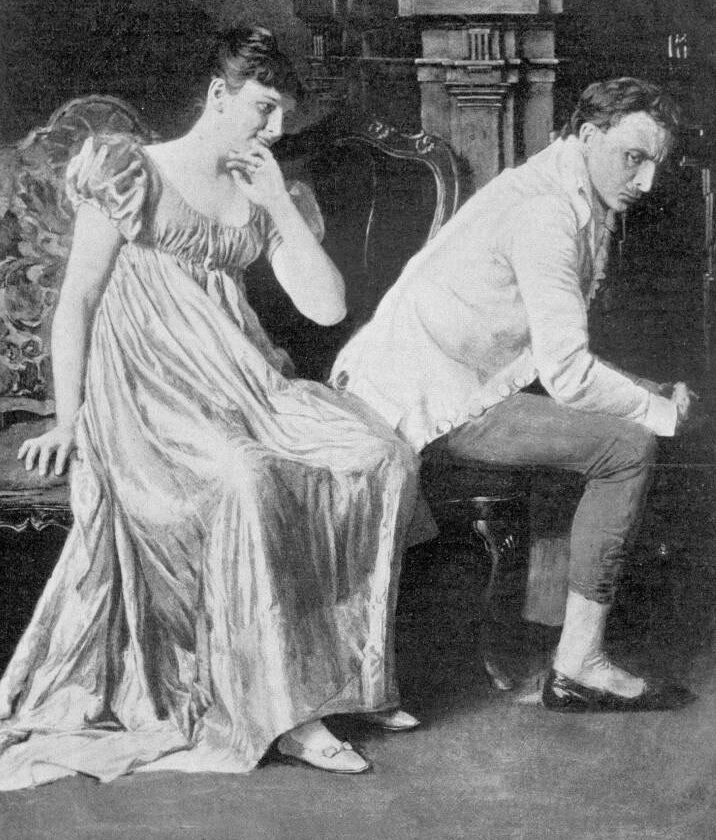
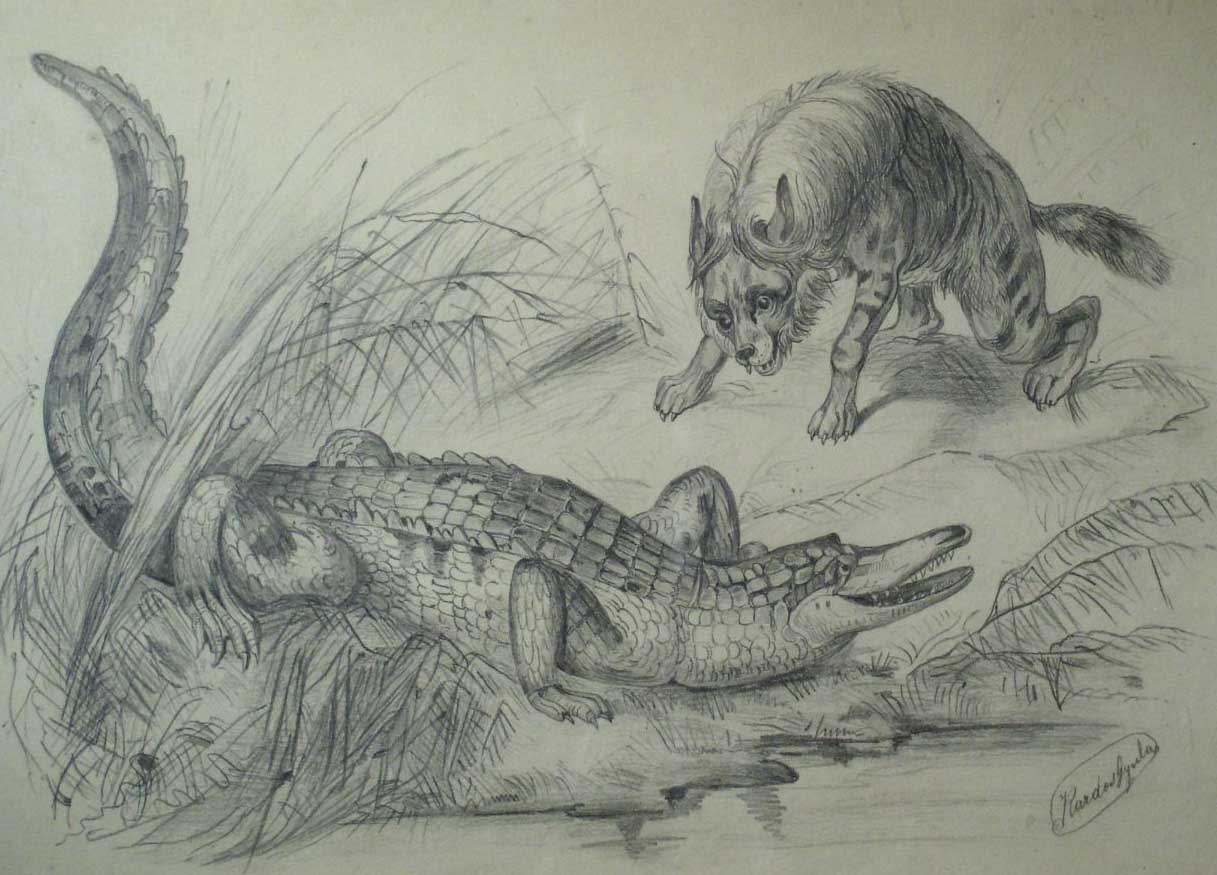
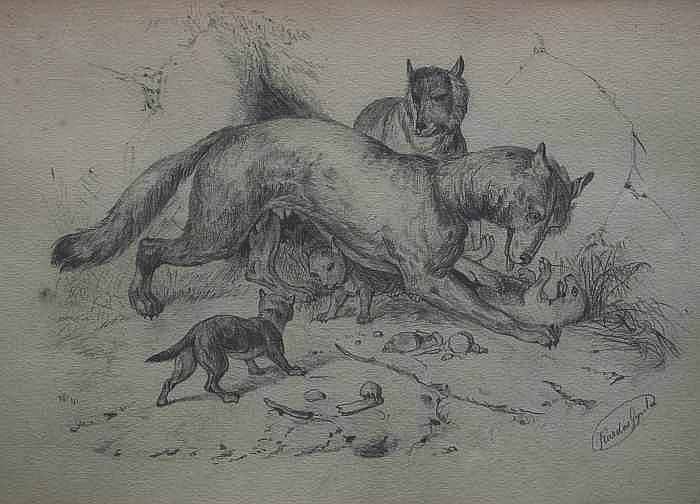